# Gueux, Marne

Gueux este o comună în departamentul Marne, Franța. În 2009 avea o populație de 1,760 de locuitori.